# جاك فغيلدستاد
جاك فغيلدستاد (بالنرويجية البوكمول: Jack Fjeldstad)‏ هو ممثل نرويجي، ولد في 24 مارس 1915 في كريستيانية في النرويج، وتوفي في 4 سبتمبر 2000 في أوسلو في النرويج.

## وصلات خارجية
- جاك فغيلدستاد على موقع IMDb (الإنجليزية)
- جاك فغيلدستاد على موقع قاعدة بيانات الأفلام السويدية (السويدية)
- جاك فغيلدستاد على موقع ديسكوغز (الإنجليزية)
- جاك فغيلدستاد على موقع قاعدة بيانات الفيلم (الإنجليزية)